# オンタリオ州首相
オンタリオ州首相（Premier of Ontario）は、カナダのオンタリオ州の州首相である。

## 一覧
| 代 | 氏名                                   | 政党           | 任期                            |
| -- | -------------------------------------- | -------------- | ------------------------------- |
| 1  | ジョン・サンドフィールド・マクドナルド | 自由党・保守党 | 1867年7月15日 - 1871年12月20日  |
| 2  | エドワード・ブレイク                   | 自由党         | 1871年12月20日 - 1872年10月25日 |
| 3  | オリヴァー・モワット                   | 自由党         | 1872年10月25日 - 1896年7月21日  |
| 4  | アーサー・スタージス・ハーディー       | 自由党         | 1896年7月21日 - 1899年10月20日  |
| 5  | ジョージ・ウィリアム・ロス             | 自由党         | 1899年10月20日 - 1905年2月8日   |
| 6  | ジェームズ・ホイットニー               | 進歩保守党     | 1905年2月8日 - 1914年9月25日    |
| 7  | ウィリアム・ハースト                   | 進歩保守党     | 1914年10月2日 - 1919年11月14日  |
| 8  | アーネスト・チャールズ・ドルーリー     | 農民連合       | 1919年11月14日 - 1923年7月16日  |
| 9  | ハワード・ファーガソン                 | 進歩保守党     | 1923年7月16日 - 1930年12月16日  |
| 10 | ジョージ・ステュアート・ヘンリー       | 進歩保守党     | 1930年12月16日 - 1934年7月10日  |
| 11 | ミッチェル・ヘップバーン               | 自由党         | 1934年7月10日 - 1942年10月21日  |
| 12 | ゴードン・ダニエル・コナント           | 自由党         | 1942年10月21日 - 1943年5月18日  |
| 13 | ハリー・ニクソン                       | 自由党         | 1943年5月18日 - 1943年8月17日   |
| 14 | ジョージ・A・ドルー                    | 進歩保守党     | 1943年8月17日 - 1948年10月19日  |
| 15 | トーマス・レアード・ケネディ           | 進歩保守党     | 1948年10月19日 - 1949年5月4日   |
| 16 | レスリー・フロスト                     | 進歩保守党     | 1949年5月4日 - 1961年11月8日    |
| 17 | ジョン・ロバーツ                       | 進歩保守党     | 1961年11月8日 - 1971年3月1日    |
| 18 | ビル・デイヴィス                       | 進歩保守党     | 1971年3月1日 - 1985年2月8日     |
| 19 | フランク・ミラー                       | 進歩保守党     | 1985年2月8日 - 1985年6月26日    |
| 20 | デイヴィッド・ピーターソン             | 自由党         | 1985年6月26日 - 1990年10月1日   |
| 21 | ボブ・レイ                             | 新民主党       | 1990年10月1日 - 1995年6月26日   |
| 22 | マイク・ハリス                         | 進歩保守党     | 1995年6月26日 - 2002年4月14日   |
| 23 | アーニー・イーヴズ                     | 進歩保守党     | 2002年4月15日 - 2003年10月22日  |
| 24 | ダルトン・マグインティ                 | 自由党         | 2003年10月22日 - 2013年2月11日  |
| 25 | キャスリーン・ウィン                   | 自由党         | 2013年2月11日 - 2018年6月29日   |
| 26 | ダグ・フォード                         | 進歩保守党     | 2018年6月29日 - （現職）        |